# Aeroportul Woodbourne
Aeroportul Woodbourne (IATA: BHE, ICAO: NZWB) este un aeroport din Marlborough District⁠(d), Noua Zeelandă ce deservește zona Blenheim⁠(d). Aeroportul a fost tranzitat în 2019 de 317.000 de pasageri.
Situat la o altitudine de 33 m, aeroportul dispune de o singură pistă.